# Como Chamling
Como Chamling (kinesiska: Cuomu Zhelin, 错母折林) är en sjö i Kina. Den ligger i den autonoma regionen Tibet, i den sydvästra delen av landet, omkring 320 kilometer sydväst om regionhuvudstaden Lhasa. Como Chamling ligger 4 422 meter över havet. Arean är 50 kvadratkilometer. Trakten runt Como Chamling består i huvudsak av gräsmarker. Den sträcker sig 8,2 kilometer i nord-sydlig riktning, och 12,5 kilometer i öst-västlig riktning.
Genomsnittlig årsnederbörd är 880 millimeter. Den regnigaste månaden är juli, med i genomsnitt 215 mm nederbörd, och den torraste är december, med 4 mm nederbörd.